# Malcolm Wilson

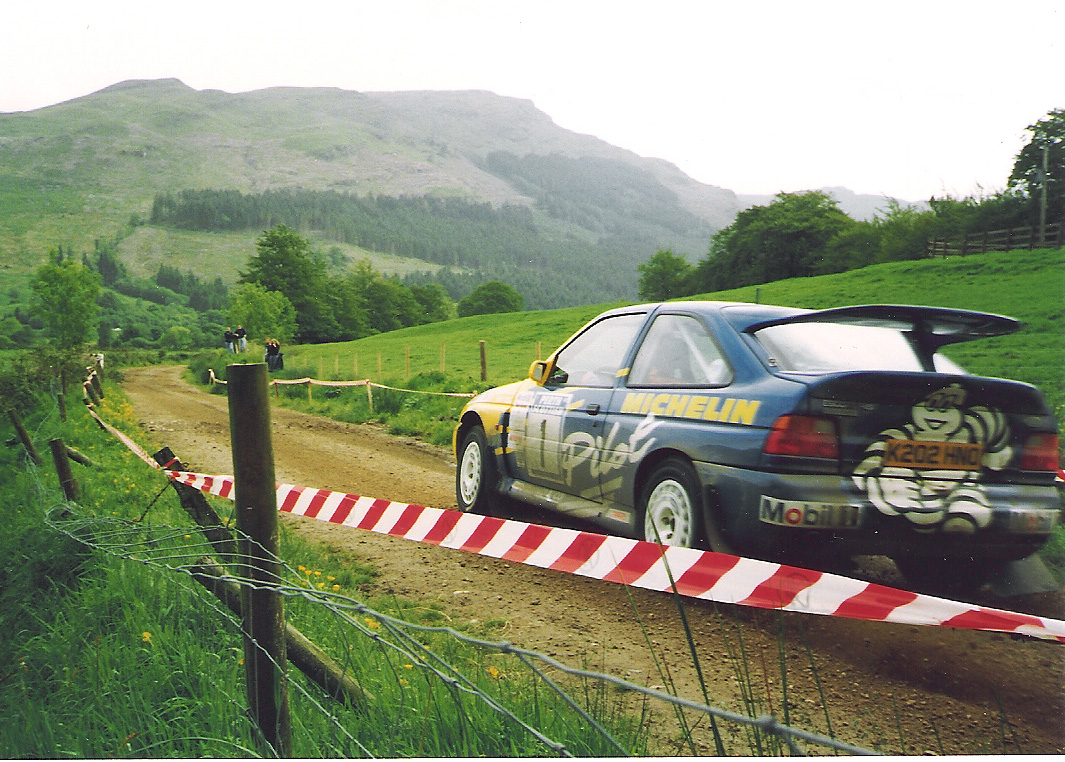
Malcolm Wilson pilotando un Ford Escort.

Malcom Wilsom, (17 de febrero de 1956, Gran Bretaña), es un expiloto de rally, fundador de M-Sport y actual jefe de equipo del Ford World Rally Team con el que ha sido campeón del título de Constructores en 2006 y 2007. Recibió la Orden del Imperio Británico en 2009 y es padre del también piloto de rallys, Mathew Wilson.

## Trayectoria
Sus inicios como piloto de rally son en el Rally de Gran Bretaña en el año 1977, prueba que repite tres años seguidos siempre a bordo de un Ford Escort. Consigue ser piloto oficial de Austin Rover primeramente y más tarde de Ford. Participa de manera irregular en el Campeonato Mundial, en el que no compite más allá de seis pruebas en 1986 y 1991. Nunca obtuvo una victoria pero si consiguió subirse al podio en dos ocasiones: 3º puesto en el Rally de Nueva Zelanda de 1989 y Rally de Gran Bretaña de 1993.
En 1994 se proclama campeón del Campeonato Británico de Rallyes. El Rally de Gran Bretaña de 1995 supuso el fin como piloto para Malcom Wilson.

## Resultados
| Año  | Equipo                 | Vehículo                 | 1       | 2       | 3       | 4       | 5      | 6       | Posición | Puntos |
| ---- | ---------------------- | ------------------------ | ------- | ------- | ------- | ------- | ------ | ------- | -------- | ------ |
| 1977 | Privado                | Ford Escort RS2000       | GBR 12  |         |         |         |        |         | -        | -      |
| 1978 | Privado                | Ford Escort RS           | GBR Ret |         |         |         |        |         | -        | -      |
| 1979 | Privado                | Ford Escort RS           | GBR 15  |         |         |         |        |         | -        | 0      |
| 1980 | Privado                | Ford Escort RS           | GBR Ret |         |         |         |        |         | -        | 0      |
| 1981 | Privado                | Ford Escort RS           | POR Ret | GRE Ret | GBR Ret |         |        |         | -        | 0      |
| 1982 | Privado                | Ford Escort RS           | POR Ret |         |         |         |        |         | 76.º     | 1      |
| 1982 | Privado                | Audi Quattro             |         | GBR 10  |         |         |        |         | 76.º     | 1      |
| 1983 | Privado                | Ford Escort RS1600       | GBR 13  |         |         |         |        |         | -        | 0      |
| 1984 | Privado                | Audi Quattro A1          | GBR Ret |         |         |         |        |         | -        | 0      |
| 1985 | Privado / Austin Rover | Audi Quattro A1          | SWE Ret |         |         |         |        |         | -        | 0      |
| 1985 | Privado / Austin Rover | MG Metro 6R4             |         | GBR Ret |         |         |        |         | -        | 0      |
| 1986 | Austin Rover           | MG Metro 6R4             | MON Ret | SWE Ret | POR Ret | COR Ret | FIN 10 | GBR 17  | 76.º     | 1      |
| 1987 | Privado                | Opel Kadett GSi          | GBR Ret |         |         |         |        |         | -        | 0      |
| 1988 | Privado                | Opel Kadett GSi          | SWE 8   |         |         |         |        |         | 59.º     | 3      |
| 1988 | Privado                | Vauxhall Astra GT/E      |         | GRE Ret | GBR Ret |         |        |         | 59.º     | 3      |
| 1989 | Privado / Opel         | Vauxhall Astra GT/E      | NZE 3   | AUS 6   | GBR 10  |         |        |         | 18º      | 19     |
| 1990 | Ford                   | Ford Sierra Cosworth 4x4 | NZE Ret | AUS Ret | GBR Ret |         |        |         | -        | 0      |
| 1991 | Ford                   | Ford Sierra Cosworth 4x4 | NZE 7   | POR Ret | COR 5   | GRE Ret | SRM 10 |         | 18º      | 13     |
| 1991 | Privado                | Ford Sierra Cosworth 4x4 |         |         |         |         |        | GBR Ret | 18º      | 13     |
| 1992 | Ford                   | Ford Sierra Cosworth 4x4 | GBR 9   |         |         |         |        |         | 65º      | 2      |
| 1993 | Ford                   | Ford Escort RS Cosworth  | NZE 7   |         |         |         |        |         | 22º      | 12     |
| 1993 | Privado                | Ford Escort RS Cosworth  |         | FIN Ret | GBR Ret |         |        |         | 22º      | 12     |
| 1994 | Ford                   | Ford Escort RS Cosworth  | GRE 6   |         | GBR Ret |         |        |         | 23º      | 8      |
| 1994 | Privado                | Ford Escort RS Cosworth  |         | SRM 9   |         |         |        |         | 23º      | 8      |
| 1995 | Ford                   | Ford Escort RS Cosworth  | GBR Ret |         |         |         |        |         | -        | 0      |